# Trachy
Der Trachy (griechisch Τραχύ, n. sg.) ist ein Berg der Peloponnes an der Grenze zwischen Argolis und Arkadien. Im Norden, bei dem Dorf Kandila trennt ein Pass den Berg vom Oligyrtos, nach Osten erstreckt sich die Hochebene von Levidi (gr. οροπέδιο του Λεβιδίου, Ebene von Kandila) und im Süden geht der Berg über in den Lyrkio. Damit gehört der Berg zu dem Gebirgszug, der sich vom Golf von Korinth bis zum Argolischen Golf erstreckt.
Der höchste Gipfel heißt Karoubalo (Καρούμπαλο, 1808 m.). Von dort erstreckt sich ein Ausläufer nach Westen bis Orchomenos und Palaiopyrgos. Dort erheben sich Psili Stefani (Ψιλή Στεφάνι, 1295 m) und Kouvelaki (Κουβελάκι, 1059 m) über den Ort. Weitere Gipfel heißen Skiathis (Σκίαθις, 1778 m), Armenia (Αρμενιά, 1769 m) und Latsona (Λατσώνα, 1751 m). Die wichtigsten Bäche, die am Berg entspringen, sind der Pikernaiko Rhema (Πικερναίικο ρ.) im Süden und Zuflüsse des Asopos im Norden.